# Paperboy (videojoc)
Paperboy és un videojoc desenvolupat i publicat per Atari Games el 1984. Va ser llançat a l'Amèrica del Nord a l'abril de 1985. Inicialment dissenyat com a arcade, compta també amb adaptacions per a ordinadors personals i videoconsoles.
El protagonista de Paperboy és un jove repartidor de diaris, que haurà de lliurar la premsa als subscriptors del barri sobre la seva bicicleta. En la màquina recreativa original, el controlador del personatge era un manillar de bicicleta i els escenaris estan disposats en perspectiva obliqua. La franquícia ha comptat amb dues seqüeles: Paperboy 2 (1992) i Paperboy 64 (1999).

## Jugabilitat
Paperboy és un videojoc d'acció: el jugador controla a un repartidor amb bicicleta que cada dia haurà de lliurar la premsa als subscriptors del veïnat, esquivant tota mena d'obstacles. La dificultat del joc estreba en l'encert del repartiment: els periòdics llançats han de caure al portal o la bústia. El subscriptor es donarà de baixa si el repartiment no s'ha fet correctament o s'han causat danys en el seu habitatge.
El joc consta de tres nivells representats en barris: Easy Street (fàcil), Middle Road (intermedi) i Hard Way (difícil), tots en projecció obliqua. L'objectiu és fer un repartiment a tots els subscriptors durant una setmana, de dilluns a diumenge. Les llars dels subscriptors es distingeixen de la resta pels seus colors, i a més es mostra la ruta de repartiment abans de cada nivell. Si es perden tots abans de concloure la setmana, el joc conclou. En canvi, es pot guanyar un subscriptor en completar-se un repartiment perfecte. Al final de cada nivell hi ha un escenari de bonificació.
El repartidor pot portar fins a 10 periòdics alhora. Si li queden pocs, durant la ruta pot recollir paquets de premsa per abastir-se. El nombre d'exemplars apareix sota el marcador.
Qualsevol caiguda o xoc contra un obstacle suposa la pèrdua d'una vida. Llançar un periòdic contra l'obstacle fa que s'aturi, independentment del que sigui.

## Versions
La versió original de Paperboy és la recreativa desenvolupada per Atari Games el 1984 i publicada al mercat nord-americà a l'abril de 1985. Sobre una plataforma Atari System II, el microprocessador és una DEC T-11 de 10 MHz i diversos xips de so, entre ells un Yamaha YM2151 per la música. El controlador és un manillar de bicicleta –basat en la màquina recreativa de Star Wars de 1983– amb dos botons per llançar els diari, a esquerra i dreta.
Existeixen nombroses adaptacions de Paperboy. La més important en videoconsoles és la de Nintendo Entertainment System el 1988, doncs es tracta del primer videojoc de NES desenvolupat als Estats Units per Mindscape. També va haver-hi versions per Master System, Mega Drive, Atari Lynx, Game Boy i Game Boy Color. Els models més comuns de ordinadors personals van comptar amb la seva pròpia adaptació, així com Amiga, Amstrad CPC, Commodore 64 i ZX Spectrum. Es va dissenyar fins i tot un model propi de videoconsola portàtil de Tiger Electronics.
Hi ha tres seqüeles: Paperboy 2 (1992), exclusiu per a consoles; Paperboy 64 (1999), només disponible per la Nintendo 64, i Paperboy per l'iPhone (2009). La compilació Midway Arcade Treasures (1983) inclou una versió de la recreativa.

## Rebuda
Advanced Computer Entertainment (ACE) va oferir elogis per a la versió d'Atari ST, atorgant-li una puntuació de 850 sobre 1.000, mentre que Zero li va donar una puntuació de 86 sobre 100. ACE i Zero van assenyalar que la versió d'Atari ST es jugava com la versió arcade. Computer Gamer va donar a la versió ZX Spectrum una valoració de 16 sobre 20, considerant que era una conversió fidel del joc d'arcade, tot assenyalant que algunes persones poden considerar que el joc és repetitiu. Per a les versions ZX Spectrum, Commodore 64 i Amstrad CPC, ACE va donar al joc una valoració de 5 sobre 5, assenyalant els gràfics "extremadament ben executats" i referint-se al joc com a "clàssic de pressupost". La revista britànica Computer and Video Games (CVG) va donar a la versió Commodore 64 una qualificació del 52 per cent, criticant la seva música i els sprites "bloquejats i poc proporcionals"; la revista va donar a la versió ZX Spectrum una qualificació del 83 per cent. Ken McMahon de Commodore User va revisar la versió de Commodore 16 i Commodore Plus/4 i va qualificar 6 sobre 10, assenyalant que era massa fàcil.
Crash va donar a la versió ZX Spectrum una qualificació del 88% amb la qualificació general de "Una altra conversió juganera de Elite", mentre que Zzap!64 va ser menys entusiasta de la versió Commodore 64 que li va donar el 44%. El 1993, Zzap!64 va qualificar la versió del Commodore 64 una puntuació del 60 per cent, que el va denominar repetitiu. Richard Leadbetter de CVG va revisar la versió de Lynx i va declarar: "Es veu bé, però simplement no és suficient per jugar". Clayton Walnum de STart de forma similar va elogiar els efectes de so i gràfics de la versió del Lynx, però va considerar que el joc era "un altre shoot-em-up sense tiroteigs". Raze va oferir elogis per als gràfics clars i colorits de la versió de Lynx, però va afirmar que el joc "és massa vell i cansat per al emocionant i nou Lynx". Kyle Knight d'AllGame va criticar la versió de Lynx pels seus simples efectes de so i música, així com per la seva repetitiva jugabilitat.
Leadbetter va elogiar la versió de Master System, que la va qualificar de "una de les millors conversions d'arcades" disponibles per al sistema, tot i que va destacar que del joc només era "lleugerament menor" la música. Mean Machines va elogiar la versió de Master System pels seus gràfics i similituds amb el joc d'arcade, mentre que Raze va escriure una revisió amb valoració regular per a la versió de Master System. Mean Machines va ser crític amb la versió NES pels seus gràfics, so i controls, i va concloure que era "un producte altament ofensiu que pesa com una conversió tristament burleta d'un clàssic a monedes". Brett Alan Weiss d'AllGame va afirmar que Mindscape va fer un bon treball de portar el joc a la NES. Weiss va elogiar els controls i els efectes de so de la versió NES, però va criticar la música. Raze va considerar que la versió de Game Boy era "excel·lent",
|rev5_LYNX = 78% mentre que Mean Machines va criticar els seus controls, el desplaçament borrós i la manca de gràfics colorits, que el sistema no va poder produir. ACE van observar controls lleugerament difícils i efectes de so pobres per a la versió de Game Boy.
The One va donar a la versió Amiga el 80% afirmant que "és una conversió gairebé impecable" del joc d'arcade. ACE va donar a la versió Amiga una qualificació de 878, que la qualificava de conversió perfecta del joc d'arcade. Tony Dillon de Commodore User va donar a la versió Amiga una qualificació del 83% i considera que és gairebé idèntica a la versió arcade. Gordon Houghton de CVG va donar a la versió Amiga una qualificació del 69%, afirmant que el so era "sens dubte millor" que la versió arcade, però va assenyalar que els gràfics eren "bruscos" i que el joc havia estat alterat amb la versió arcade. Houghton va concloure que "no era un mal joc, però és massa vell i massa car per merèixer més elogis". Compute! va elogiar la música i els gràfics de la versió Amiga, però va considerar que el joc era antic i repetitiu. Robert A. Jung d'IGN va revisar la versió de Lynx el 1999 i va considerar que era una adaptació "decent" del joc arcade. Jung va assenyalar els gràfics i el so "de qualitat mitjana" del joc i va concloure: "No és un mal joc, encara que no sigui un dels millors del Lynx".
Craig Harris d'IGN va revisar la versió de Game Boy Color i va afirmar que "definitivament és la pitjor conversió del joc, fins i tot superant el port del joc arcade d'Atari Lynx". Harris va criticar la música del joc, la manca d'àudio de la veu del joc original, un pobre sistema de detecció de col·lisions i una manca de diversió. Scott Alan Marriott d'AllGame va elogiar la versió de Game Boy Color pels seus colorits gràfics, però va assenyalar que el joc no va introduir cap canvi nou a la versió arcade original, escrivint: "Els que esperen un munt de canvis o afegiments quedaran decebuts".
El 2007, Spanner Spencer de Eurogamer va qualificar la versió arcade de 9 sobre 10 i va elogiar la seva jugabilitat, gràfics i música.